# Black Sabbath
Black Sabbath (транскр.  Блек сабат; прев. Црни сабат) је била хеви метал група из Енглеске. Групу су у Бирмингему 1968. основали гитариста Тони Ајоми, басиста Гизер Батлер, певач Ози Озборн и бубњар Бил Ворд. Од тада су се чланови групе често мењали, сем Тонија Ајомија који је остао стални члан. Почели су 1968. под именом Earth и свирали хеви блуз рок, уводећи јаке и тешке окултне и хорор тонове са јаким звуком гитаре. Поред окултних и хорор тема, компоновали су и песме које се баве друштвеним проблемима, политичком корупцијом, апокалиптичким пророчанствима о страхотама рата, опасностима наркоманије.
Озборнова тешка зависност од дроге је довела до његовог отпуштања из групе 1979, након чега је започео веома успешну соло каријеру, продавши више од 100 милиона албума. Њега је заменио бивши певач групе Rainbow, Рони Џејмс Дио. Након неколико албума са Диом на вокалима, кроз групу пролази доста музичара, укључујући певаче Ијана Гилана, Глена Хјуза, Реја Гилена и Тонија Мартина, као и више чланова група Deep Purple и Rainbow. Године 1992. Ајоми и Батлер су са Диом и бубњарем Винијем Аписијем снимили албум Dehumanizer. Оригинална постава са Озборном се поново ујединила 1997. и снимила концертни албум Reunion. У јануару 2013. група је (са Бредом Вилком за бубњевима уместо Ворда) издала нови албум под називом 13.
Група Блек сабат се сматра пионирима хеви метала. Албум Paranoid из 1970. је кључан за настанак жанра. МТВ је групу прогласио најбољим хеви метал бендом свих времена, док се на листи канала ВХ1, „100 највећих уметника хард рока“ налазе на другом месту иза групе Лед зепелин. Часопис Ролинг стоун их је сврстао међу 100 највећих уметника свих времена. У Сједињеним Америчким Државама група је продала 15 милиона плоча, а у целом свету преко 70 милиона. Група је је 2005. у Великој Британији уврштени у Музичку кућу славних, а 2006. у Рокенрол кућу славних.
Блек сабат је продао преко 70 милиона плоча широм света према подацима из 2013. године, што их чини једним од комерцијално најуспешнијих хеви метал бендова. Блек сабат, заједно са Дип Перплом и Лед зепелином, помињу се као „несвето тројство британског хард рока и хеви метала почетком и средином седамдесетих”. MTV их је рангирао као „Највећи метал бенд свих времена“ и заузели друго место на VH1 листи „100 највећих извођача хард рока“. Магазин Ролинг стоун их је рангирао на 85. место на листи „100 највећих уметника свих времена“. Освојили су две Греми награде за најбоље метал извођење, а 2019. бенду је додељена награда Греми за животно дело.

## Историја

### Оснивање и почеци (1968–69)
Гитариста Тони Ајоми и бубњар Бил Ворд су након распада свог првог бенда 1968. године, настојали да формирају хеви блуз рок групу у Астону, који се налази у околини Бирмингема. Придружили су им се басиста Гизер Батлер и певач Ози Озборн који су заједно свирали у бенду Rare Breed. Нова група се звала The Polka Tulk Blues Band (по јефтином бренду пудера који је Озборн видео у мајчином купатилу). Чланови бенда су такође били и гитариста Џими Филипс, као и саксофониста Алан „Акер“ Кларк. Бенд прво скраћује име у Polka Tulk, а затим га мења у Earth (које се Озборну није допало). Групу напуштају Филипс и Кларк. Под овим именом снимају неколико демо песама које је написао Норман Хајнес: „The Rebel“, „Song for Jim“, и „When I Came Down“. Демо под називом „Песма за Џима“ је повезан са Џимом Симпсоном. Наиме, Џим Симпсон је био менаџер бендова Bakerloo Blues Line и Tea & Symphony. Такође је свирао трубу у групи Locomotive. Пошто је у то време отворио нови паб по имену Henry's Blues House понудио је групи Earth пар извођења. Публика је добро прихватила групу, па је Симпсон пристао да им буде менаџер.
Децембра 1968, Ајоми напрасно напушта Earth, да би се придружио групи Jethro Tull. Иако је релативно кратко био са њима, био је довољно дуго да се појави у ТВ емисији "Рокенрол Циркус", чији су домаћини били Ролингстонси. Незадовољан са уметничким правцем Џетро Тал-а, Ајоми их напушта и враћа се у групу Earth.
Током наступа у Енглеској 1969. године, бенд је открио да их грешком сматрају за другу енглеску групу под називом Earth. Одлучили су да поново промене своје име. Биоскоп преко пута просторија за пробе бенда је приказивао хорор филм из 1963. године "Black Sabbath (Црни Шабат)" у којем је глумио Борис Карлоф а режира га Марио Бава. Док је гледао људе који стоје у реду како би гледали филм, Бутлер је приметио да је "Чудно што људи троше толико новца да гледају страшне филмове". После тога, Озборн и Батлер су написали текст песме под називом "Black Sabbath", која је инспирисана радом хорор и пустоловног писца Дениса Витлија, заједно са визијом коју је Батлер имао од црне силуете који стоји у подножју његовог кревета. Коришћењем музичког тритона, познатог и као "Devil's Interval", злогласни звук и мрачни текст песме су одвели бенд у мрачнији правац, што било је у супротности са популарном музиком крајем шездесетих година прошлог века, фолк-рок музиком и хипи културом. Фронтмен бенда "Judas Priest" Роб Халфорд назвао је песму "вероватно најлуђом песмом икада написаном". Инспирисан новим звуком, бенд је у августу 1969. године променио име у Black Sabbath и донео одлуку да се фокусира на писање сличног материјала у покушају стварања музичког еквивалента хорор филмова.

### и(1970–71)
Бенд је први пут наступио под именом Black Sabbath 30. августа 1969. године у Воркингтону. За издавачку кућу Филипс рекордс
су потписали уговор већ у новембру 1969. године, а први сингл, песма Evil Woman је изашла у јануару 1970. године.
Прво веће појављивање Black Sabbath је имао у радијској емисији Џона Пила, где су извели песме "Black Sabbath", "N.I.B", "Behind the Wall of Sleep" и "Sleeping village".

### Опроштајни концерт
Група се поново окупила 6. јула 2025. године за опроштајни концерт у своме Бирмингему, пред 40000 гледалаца. Кратком наступу групе, од четири песме, претходило је 10 сати програма, вођеног од стране Џејсона Момое, на коме су наступале групе Metallica, Slayer, Guns N’ Roses, Pantera, Gojira, Halestorm, Alice in Chains, Lamb of God, Anthrax и Mastodon.

## Музички стил
Блек сабат је био хеви метал бенд. Бенд се такође наводи као кључни утицај на жанрове укључујући стонер рок, гранџ, дум метал и слаџ метал. На почетку, Блек сабат су били под утицајем Крима, Битлса, Флитвуд Мака, Џимија Хендрикса, Џона Мајала & Блузбрекра, Блу Чиера, Лед зепелина и Џетро Тала.
Иако је Блек сабат прошао кроз многе саставе и стилске промене, њихов основни звук се фокусира на злокобне текстове и кобну музику, често користећи музички тритон, који се такође назива „ђавољи интервал“. Док су њихови албуми из Озијеве ере, као што је Sabbath Bloody Sabbath (1973) имали благе композиционе сличности са прогресивним рок жанром који је у то време постајао све популарнији, стојећи у оштрој супротности са популарном музиком раних 1970-их, мрачни Блек сабат звук су одбацили рок критичари тог доба. Попут многих њихових раних хеви металских савременика, бенд се практично није пуштао на рок радију.

## Дискографија
Студијски албуми
- Black Sabbath (1970)
- Paranoid (1970)
- Master of Reality (1971)
- Vol. 4 (1972)
- Sabbath Bloody Sabbath (1973)
- Sabotage (1975)
- Technical Ecstasy (1976)
- Never Say Die! (1978)
- Heaven and Hell (1980)
- Mob Rules (1981)
- Born Again (1983)
- Seventh Star (1986)
- The Eternal Idol (1987)
- Headless Cross (1989)
- Tyr (1990)
- Dehumanizer (1992)
- Cross Purposes (1994)
- Forbidden (1995)
- 13 (2013)